# 광시 (후연)
광시(光始)는 중국 후연(後燕) 소문제(昭文帝)의 첫 번째 연호이다. 401년 8월에서 406년까지 5년 5개월 동안 사용하였다.
같은 시기에 사용된 다른 연호로는 동진(東晉)에서 사용한 융안(隆安 : 397년 ~ 401년), 원흥(元興 : 402년 ~ 404년), 대형(大亨 : 402년 ~ 403년), 의희(義熙 : 405년 ~ 418년), 환현(桓玄)의 초(楚)에서 사용한 건시(建始 : 403년), 영시(永始 : 403년 ~ 404년), 후진(後秦)에서 사용한 홍시(弘始 : 399년 ~ 416년), 후량(後凉)에서 사용한 신정(神鼎 : 401년 ~ 403년), 북량(北凉)에서 사용한 영안(永安 : 401년 ~ 412년), 남량(南凉)에서 사용한 건화(建和 : 400년 ~ 402년), 홍창(弘昌 : 402년 ~ 404년), 남연(南燕)에서 사용한 건평(建平 : 400년 ~ 405년), 태상(太上 : 405년 ~ 410년), 서량(西凉)에서 사용한 경자(庚子 : 400년 ~ 404년), 건초(建初 : 405년 ~ 417년), 북위(北魏)에서 사용한 천흥(天興 : 398년 ~ 404년), 천사(天賜 : 404년 ~ 409년)가 있다. 중국 이외의 다른 국가에서 사용한 연호로는 고구려(高句麗)에서 사용한 영락(永樂 : 391년 ~ 412년)이 있다.

## 개원
장락(長樂) 3년 윤 8월 24일(401년 10월 17일)에 연호를 광시(光始)로 개원함.

## 연대대조표
| 광시                | 원년            | 2년                             | 3년                             | 4년                 | 5년                 | 6년        |
| 서력                | 401년           | 402년                           | 403년                           | 404년               | 405년               | 406년      |
| 육십간지 (六十干支) | 신축(辛丑)      | 임인(壬寅)                      | 계묘(癸卯)                      | 갑진(甲辰)          | 을사(乙巳)          | 병오(丙午) |
| 동진 (東晉)         | 융안(隆安) 5년  | 원흥(元興) 원년 대형(大亨) 원년 | 2년                             | 원흥(元興) 3년      | 의희(義熙) 원년     | 2년        |
| 초 (楚)             | -               | -                               | 건시(建始) 원년 영시(永始) 원년 | 2년                 | -                   | -          |
| 후진 (後秦)         | 홍시(弘始) 3년  | 4년                             | 5년                             | 6년                 | 7년                 | 8년        |
| 후량 (後凉)         | 신정(神鼎) 원년 | 2년                             | 3년                             | -                   | -                   | -          |
| 북량 (北凉)         | 영안(永安) 원년 | 2년                             | 3년                             | 4년                 | 5년                 | 6년        |
| 남량 (南凉)         | 건화(建和) 2년  | 3년 홍창(弘昌) 원년             | 2년                             | 3년                 | -                   | -          |
| 남연 (南燕)         | 건평(建平) 2년  | 3년                             | 4년                             | 5년                 | 6년 태상(太上) 원년 | 2년        |
| 서량 (西凉)         | 경자(庚子) 2년  | 3년                             | 4년                             | 5년                 | 건초(建初) 원년     | 2년        |
| 북위 (北魏)         | 천흥(天興) 4년  | 5년                             | 6년                             | 7년 천사(天賜) 원년 | 2년                 | 3년        |
| 고구려 (高句麗)     | 영락(永樂) 11년 | 12년                            | 13년                            | 14년                | 15년                | 16년       |

## 같이 보기
- 중국의 연호